# 의정부 약수선원 목조보살입상
의정부 약수선원 목조보살입상(議政府 藥水禪院 木造菩薩立像)은 대한민국 경기도 의정부시 호원동 약수서원에 있는 조선시대의 불상이다. 2001년 9월 17일 경기도의 유형문화재 제176호로 지정되었다.

## 개요
옛부터 영험있는 약수로 유명한 의정부 약수선원 관음전에 모셔진 서 있는 모습의 보살상이다. 이 보살상은 1897년에 지리산 유역의 경상도 사찰에서 이곳으로 옮기면서 칠을 다시 했다. 그 이후에도 칠을 했는데, 이때 보살상에서 광무9년명다라니, 무구정광다라니경, 발원문 및 금판이 발견되었다고 한다.
아담한 크기의 이 보살상은 해충에 강한 은행나무로 만들어졌다. 머리에는 높고 화려한 보관을 쓰고 있으며, 둥글고 통통한 얼굴에 눈, 코, 입 등은 작은 편이다. 살짝 묶은 머리는 보관 아래로 내려와 어깨까지 흘러 내렸다. 어깨는 얼굴에 비해 좁고 쳐져서 왜소한 느낌이 든다. 팔찌로 장식한 오른손은 엄지와 검지를 맞대어 들고 있고, 왼손은 아래로 내려뜨린 손모양을 하고 있다. 양어깨에 걸쳐 입은 옷은 자연스러운 옷주름을 만들며 팔을 휘감고 발 아래까지 흘러 내렸는데, 가슴 밑으로 옷띠매듭이 보인다.
대세지보살로 생각되는 이 보살상은 머리를 묶은 모습이나 다른 장식적인 면의 표현, 신체비례 등으로 보아 16세기에 만들어진 것으로 생각된다.

## 참고 문헌
- 의정부약수선원목조보살입상 - 국가유산청 국가유산포털